# Ширяєвська волость
Ширяєвська волость — історична адміністративно-територіальна одиниця Богучарського повіту Воронізької губернії з центром у слободі Ширяєво.
Станом на 1880 рік складалася з єдиного поселення, єдиної сільської громади. Населення — 6705 осіб (3354 чоловічої статі та 3351 — жіночої), 1042 дворових господарств.
|                     | Площа, десятин | У тому числі орної, дес. |
| ------------------- | -------------- | ------------------------ |
| Сільських громад    | 19829          | 18046                    |
| Приватної власності | 45             | 34                       |
| Іншої власності     | 243            | 243                      |
| Загалом             | 20115          | 18323                    |

Єдине поселення волості на 1880 рік:
- Ширяєво — колишня державна слобода при річці Подгорна за 60 верст від повітового міста, 6610 осіб, 1042 двори, 2 православні церкви, школа, 3 лавки, 2 ярмарки на рік.

За даними 1900 року у волості налічувалось 2 поселення:
- слобода Ширяєво;
- хутір Кирпичний

із переважно українським населенням, єдине сільське товариство, 41 будівля й установа, 1331 дворове господарство, населення становило 7957 осіб (4066 чоловічої статі та 3891 — жіночої).
1915 року волосним урядником був Іван Іванович Крюков, старшиною — Петро Юхимович Чучувайкін, волосним писарем — Петро Наумович Альєв.